# 范恪
范恪（1011年—1060年），字許國，开封人，北宋政治人物。

## 生平
本名范全，少年從軍，隶军籍许州，后選入京師，隸屬殿前司捧日軍，再入選殿前諸班，歷任殿前指揮使左右班長入袛侯，龍旗直、散員左右第一第二班押班。康定元年（1040年）正月，宋軍名將劉平因輕敵冒進，被李元昊合圍於三川口，宋軍慘敗。試武伎，范恪被擢拔為内殿崇班、庆州北路都巡检使。九月，隨忻州團練使、環慶路馬步軍副都部署任福進攻白豹城，破之，燒廬舍、酒務、倉草場、偽太尉衙，及破蕩骨咩等四十一族，燒死土土□空中所藏蕃賊不知人數，及禽偽張團練并蕃官四人、麻魁七人，殺首領七人，獲頭級二百五十、馬牛羊橐駝七千一百八十、器械三百三、印記六，范全率軍圍城東面，城破，還軍，夏人遣數百騎追襲，全設伏崖險，半度邀擊之，斬首四百級，生獲七十餘人，以功迁内殿承制。嘗會諸道兵攻十二盤暨咄當迷子寨，中流矢，神色自若，至暮以言激眾，士卒爭奮，遂得其城，遷供備庫副使。慶曆元年（1041年）二月，元昊率众十万入寇，任福率军迎击元昊，為配合任福，全率兵攻取蕉嵩砦，退兵時獨自殿後，敵數千騎追襲，恪止有二鏵箭，引滿不發，賊欲相及，輒復避去，終莫能近。任福全军覆没于好水川后，全與環慶路兵馬鈐轄、供備庫使杜惟序，西京左藏庫使高繼隆分別攻打漢乞、薛馬、都嵬三砦，全先破都嵬砦，再援高繼隆攻取薛馬砦，又援杜惟序攻下漢乞砦，以功陞右騏驥副使。二年（1042年）三月，環慶路經略安撫緣邊招討使范仲淹以慶州西北馬鋪寨，當後橋川口，深在賊腹中，慾城之，度賊必爭，密遣子范純祐與蕃將趙明先據其地，引兵隨其後。諸將初不知所向，行至柔遠寨，始號令之，版築畢具，十日后築成新城，夏人察覺，以騎三萬來犯，全以兩千人卻之，夏人詐敗，范仲淹覺之，戒令勿追，后知夏人果然有埋伏。四月，賜名大順，白豹城與金湯城夏軍不敢輕出，環慶路入寇大為減少。五月，賞大順城卻敵之功，陞宮苑副使、環慶路兵馬都監。十一月，特召入京覲見仁宗，仁宗言夏人犯高平軍劉璠堡，可乘驛亟往，遷禮賓使、榮州刺史、環慶路兵馬鈐轄。仁宗手詔范仲淹起兵赴援，全晝夜兼行，至渭州，敵圍解。頃之，擢洛苑使、權秦鳳路兵馬部署。范恪常挽之弓有一石七斗之力，其箭镞大如犁鏵，名曰鏵弓。一箭可射穿二人。历官坊州刺史、解州防御使、宣州观察使、保信军节度观察留后，自龍衛神衛四廂都指揮使累遷至侍衛親軍步軍馬軍司副都指揮使。八年（1048年）八月，任侍衛親軍馬軍司都虞候。嘉祐四年（1059年）十一月，以疾出为永兴军路馬步軍副都部署。五年（1060年）二月，卒，年五十，贈昭武軍節度使，再贈太尉。

## 家族
- 祖：范進，贈太子率府率
- 父：范貴，贈左屯衛將軍
- 子：范愈
- 子：范願
- 子：范總
- 子：范塑
- 子：范恕
- 子：范愚
- 子：范應
- 子：范隱
- 子：范懿
- 子：范億
- 女：范氏，長安縣君，適皇城使、惠州刺史、管勾鳳翔府終南上清太平宮孫昭諫

## 延伸阅读
[在维基数据编辑]
 《宋史/卷323》，出自脱脱《宋史》